# Тайсуганово
Тайсуга́ново (тат. Тайсуган) — село в Альметьевском районе Республики Татарстан, административный центр и единственный населённый пункт Тайсугановского сельского поселения.

## История
По одним данным, современное село было основано башкирами-юрмийцами в XVII веке. Другой вариант его названия — Тайсуйганово. 
В материалах 2-й ревизии (1746 год) "в деревне Тайсугановой, что на речке Зае, Тайсуган речка тож"  содержится описание 11 дворов, в которых проживали 42 души мужского пола, в более поздних ревизиях учтенные как тептяри,  а также 4 души "безъясачных татар", переселившихся сюда из деревень Аргамак и Девлет Балты Казанской дороги Уфимского уезда. В материалах 3-й ревизии (1762 год) "в деревне Тайсуйганово, что на речке Заю" были учтены 63 душ ясачных татар мужского пола. В  последующее время они поменяли сословную принадлежность и в материалах 4-й ревизии (1782 год) в количестве 75 душ мужского пола состояли в команде тептярского старшины Юсупа Надырова. 
В «Списке населенных мест по сведениям 1859 года», изданном в 1864 году, населённый пункт упомянут как башкирская деревня Тайсуганова 1-го стана Бугульминского уезда Самарской губернии. Располагалась при речке Зае, по правую сторону Казанского почтового тракта из Бугульмы в Чистое Поле, в 35 верстах от уездного города Бугульмы и в 17 верстах от становой квартиры в казённой и башкирской деревне Альметева (Альметь-муллина). В деревне в 167 дворах жили 1163 человека (567 мужчин и 596 женщин). Была мечеть.

## Население
Численность населения по годам
| 1746  | 1762  | 1795  | 1816  | 1859  | 1889  | 1897  |
| ----- | ----- | ----- | ----- | ----- | ----- | ----- |
| 46    | ↗67   | ↗394  | ↗539  | ↗1163 | ↗1450 | ↗1775 |
| 1910  | 1920  | 1926  | 1938  | 1949  | 1958  | 1970  |
| ↗2008 | ↗2282 | ↘2258 | ↘1909 | ↘1514 | ↗1558 | ↘1506 |
| 1979  | 1989  | 2002  | 2010  | 2012  | 2013  | 2014  |
| ↘1249 | ↘1014 | ↗1170 | ↗1229 | ↗1251 | ↘1233 | ↗1264 |
| 2015  | 2016  | 2017  |       |       |       |       |
| ↘1235 | ↘1227 | ↗1248 |       |       |       |       |

Национальный состав села: татары.